# فرنسيس ديدييه
فرنسيس ديدييه (بالفرنسية: Francis Didier)‏ هو لاعب كاراتيه فرنسي، ولد في 2 ديسمبر 1949 في إبنال في فرنسا.